# خوسليتو
خوسيه خيمينيز فرنانديز (بالإسبانية: José Jiménez Fernández)‏، المعروف باسم خوسِليتو (بالإسبانية: Joselito)‏، من مواليد 11 فبراير 1943، هو مغني أطفال ونجم سينمائي إسباني خلال الخمسينيات والستينيات.